# Once Upon a Time in Springfield
«Once Upon a Time in Springfield» (рус. Однажды в Спрингфилде) — десятый эпизод двадцать первого сезона мультсериала «Симпсоны», премьера которого состоялась 10 января 2010 года на телеканале FOX. Телеканалом эпизод заявлен как 450-й, но фактически он 451-й. Был показан вместе с документальным фильмом «К 20-летию Симпсонов — На льду! В 3D!». Эпизод посвящен посмертной приглашенной звезде Эрте Китт, которая умерла 25 декабря 2008 года, за год до выхода в эфир первого эпизода.

## Сюжет
Руководство канала, на котором работает Красти, сообщает ему, что его шоу непопулярно среди женской аудитории (если он не согласится, они все-таки выпустят шоу "Кто хочет стать новым Красти", не зная, что будет дальше) и приглашает ему соведущую, принцессу Пенелопу. Красти вместе со своей преимущественной мужской аудиторией возмущены, потому что принцесса Пенелопа вносит в шоу эмоции, пение и единорога (что очень приходится по душе Лизе, но на самом деле на лошадь надели фальшивый рог (Откуда сказал Барт, заметив резинку от рога)). Вскоре принцесса Пенелопа становится единственной ведущей бывшего «Шоу клоуна Красти». Барт находит Красти у мусорного контейнера и убеждает его противостоять Пенелопе. Но когда Красти приходит в гримёрную к Пенелопе, она признаётся ему, что любит его. Красти отвечает на это взаимностью. После этого он снова возвращается в своё шоу, но теперь уже они с Пенелопой поют там романтические песни и Красти делает Пенелопе предложение, что очень не нравится Барту и Милхаусу, которые решают сорвать их свадьбу. На свадьбу Барт и Милхаус приглашают бывшую жену Красти Холли Хиппи и приносят видеозапись, сделанную другой бывшей женой Красти, Эртой Китт. Обе женщины настаивают на том, что Пенелопа будет несчастна в браке с Красти, но это не может убедить Пенелопу. Позже Красти заявляет, что Пенелопа слишком хороша для него, и бросает её под алтарём. Но потом Красти находит Пенелопу на мосту и мирится с ней.
Тем временем мистер Бёрнс сокращает расходы на АЭС, отказавшись от пончиков для своих сотрудников. Гомер, Ленни и Карл настолько расстроены, что хотят перейти на станцию «Ядерная столица» по предложению вербовщика Гэтора МакКолла. Мистер Бернс, увидев, что Гомер, Ленни и Карл ночью забирают свои вещи со Спрингфилдской АЭС, решает во что бы то ни было их оставить, предложив им по два пончика в день, изготовленных по специальной технологии. Гомер, Ленни и Карл соглашаются.

## Производство
Джеки Мэйсон вернулся в роли Раввина Крастофски, отца Красти, а Энн Хэтэуэй озвучила Принцессу Пенелопу. Также в эпизоде появилась Эрта Китт (в роли самой себя), чьи реплики были записаны до смерти певицы и актрисы в декабре 2008 года.

## Рейтинги
Эпизод во время премьерного показа посмотрело 21,01 миллионов телезрителей. Этот эпизод является самым рейтинговым за последние 5 лет. Эпизод получил в целом положительные отзывы от обозревателя IGN Роберта Коннинга, который поставил ему оценку 8/10.